# Chancellor Lakes
Chancellor Lakes är en sjö i Antarktis. Den ligger i Östantarktis. Nya Zeeland gör anspråk på området. Chancellor Lakes ligger 534 meter över havet.